# Incendios forestales en Grecia de 2021
Como en años anteriores, una serie de incendios forestales estallaron por toda Grecia en el verano de 2021. A partir del 22 de julio y en medio de un calor sin precedentes cientos de incendios comenzaron en Grecia y quemaron grandes extensiones.

## Condiciones climáticas
Desde mediados de julio de 2021, el clima en Grecia se caracterizó por temperaturas muy altas. Los vientos ardientes combinados con la fuerte radiación solar favorecieron el estallido de incendios forestales. Nueve estaciones meteorológicas registraron temperaturas máximas históricas. El 27 de julio, el Observatorio Nacional de Atenas publicó datos sobre una ola de calor extremadamente duradera en el área continental, así como altas temperaturas durante la noche. En la primera fase, el 4 de agosto, llegó un torrente muy caliente del norte de África, mientras que en la segunda fase, otro movimiento descendente de las masas de aire intensificó el sobrecalentamiento. Agosto alcanzó su punto máximo localmente por encima de los 45 °C, marcando una "ola de calor histórica".

## Incendios
Los incendios estallaron en toda Grecia en un estado focal multifacético, destruyendo cientos de edificios y miles de acres de tierra. El cuerpo de bomberos registró 428 incendios forestales. Los incendios ocurrieron en Ática, el norte de Evia, Ilia, Mesenia, Mani, Acaya, Grevena, Fokida y Rodas. En Olimpia, el sitio arqueológico estaba en peligro. En Ática, Parnitha ardía a sus pies, y el fuego se extendía a Varybobi y Tatoi. En el norte de Evia, el fuego llegó al mar y se declaró el estado de emergencia. Después de Varybobi, Drosopigi y Kryoneri fueron consumidos por el fuego. Las áreas quemadas hasta ahora ascienden a 60 mil acres, con el inventario total para 2021 que asciende a 124 mil. hectáreas.

### Evacuación de Eubea
Debido al avance de las llamas, se realizó una evacuación de las personas que habitaban la isla de Eubea, cerca de Atenas. 1153 personas fueron evacuadas en ferrys.

## Ayuda internacional
- Croacia: 1 avión[9]
- Chipre: 40 bomberos y 2 aviones[10]
- Egipto: 3 aviones[11]
- Francia: 82 bomberos y 2 aviones[10]
- Alemania: 216 bomberos y 44 vehículos[12]
- Israel: 16 bomberos[9]
- Polonia: 143 bomberos y 56 camiones[11]
- Rumania: 112 bomberos y 23 camiones[13]
- España: 2 aviones[11]
- Suecia: 2 aviones[10]
- Suiza: 3 helicópteros[10]
- Ucrania: 100 bomberos[9]
- Estados Unidos: 1 avión[11]